# Darvoy
Darvoy är en kommun i departementet Loiret i regionen Centre-Val de Loire strax norr Frankrikes mitt. Kommunen ligger i kantonen Jargeau som tillhör arrondissementet Orléans. År 2022 hade Darvoy 1 905 invånare.

## Befolkningsutveckling
Antalet invånare i kommunen Darvoy
| Referens: INSEE |